# Chorleywood
Chorleywood è un paese di 6 814 abitanti della contea dell'Hertfordshire, in Inghilterra.

## Amministrazione

### Gemellaggi
- Dardilly, Francia